# Villa Merländer

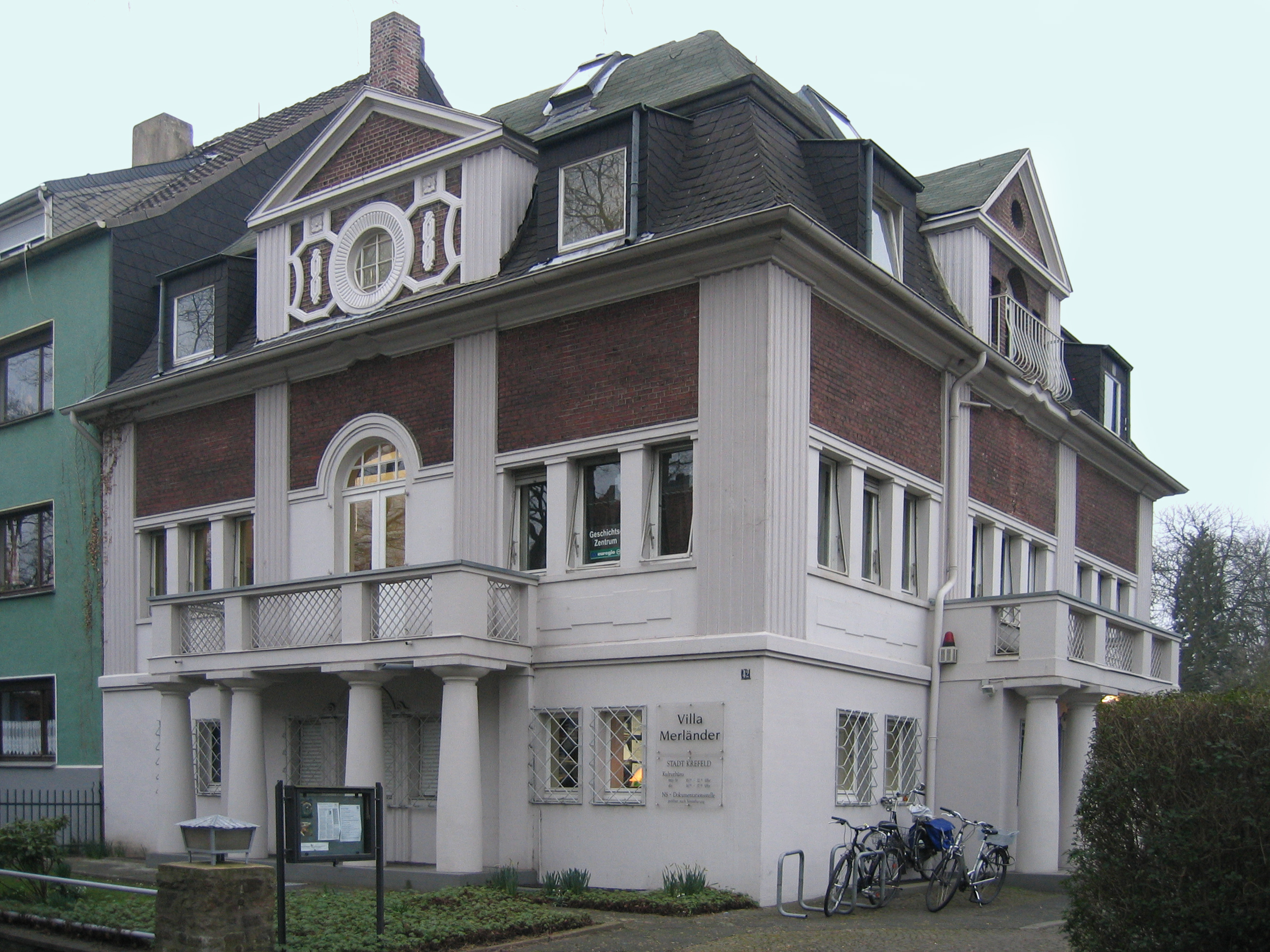
Villa Merländer, Friedrich-Ebert-Straße 42

Die Villa Merländer befindet sich im Krefelder Ortsteil Cracau, an der Friedrich-Ebert-Straße 42.

## Geschichte

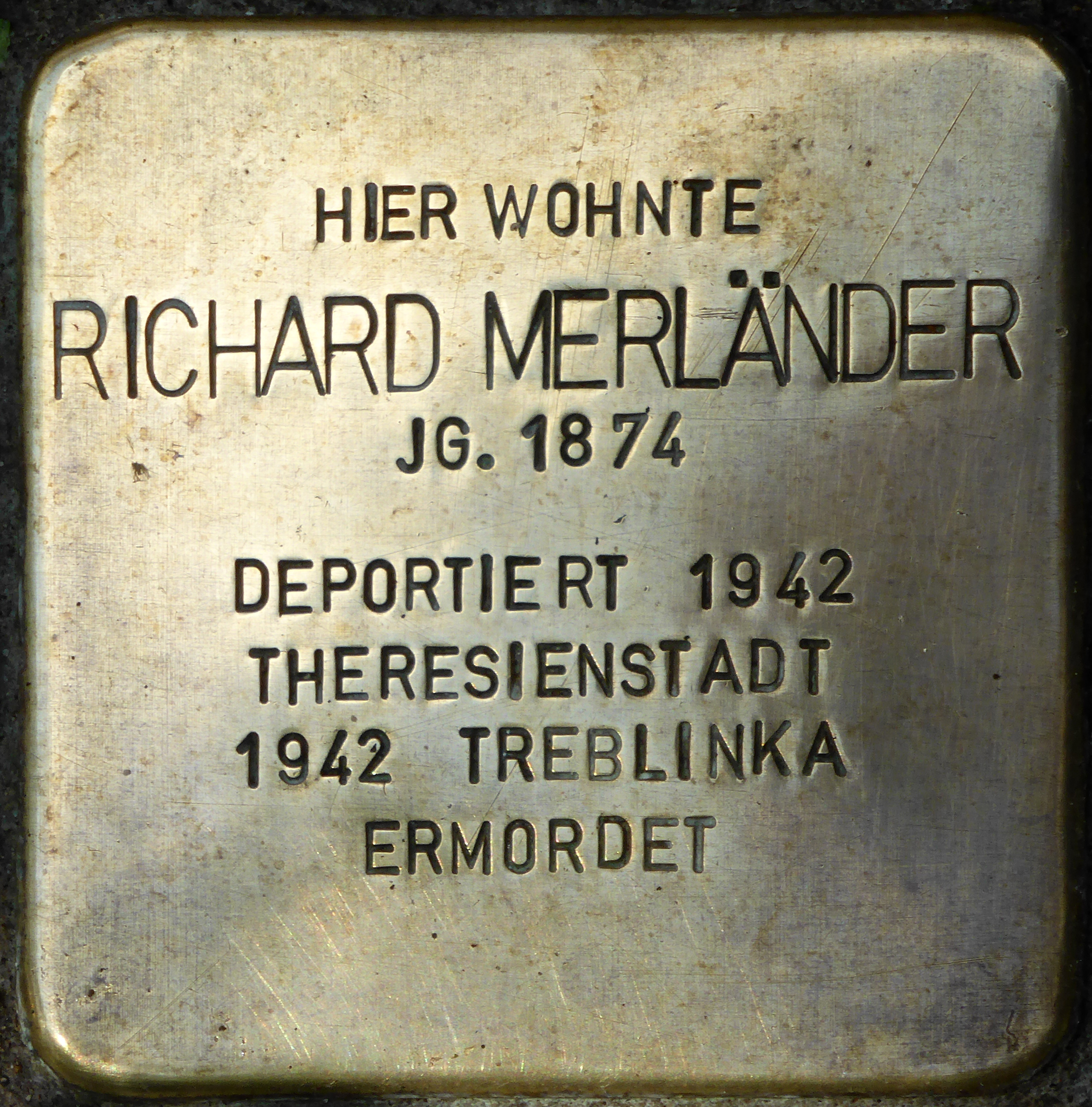
Stolpersteine für Richard Merländer vor der Villa Merländer.

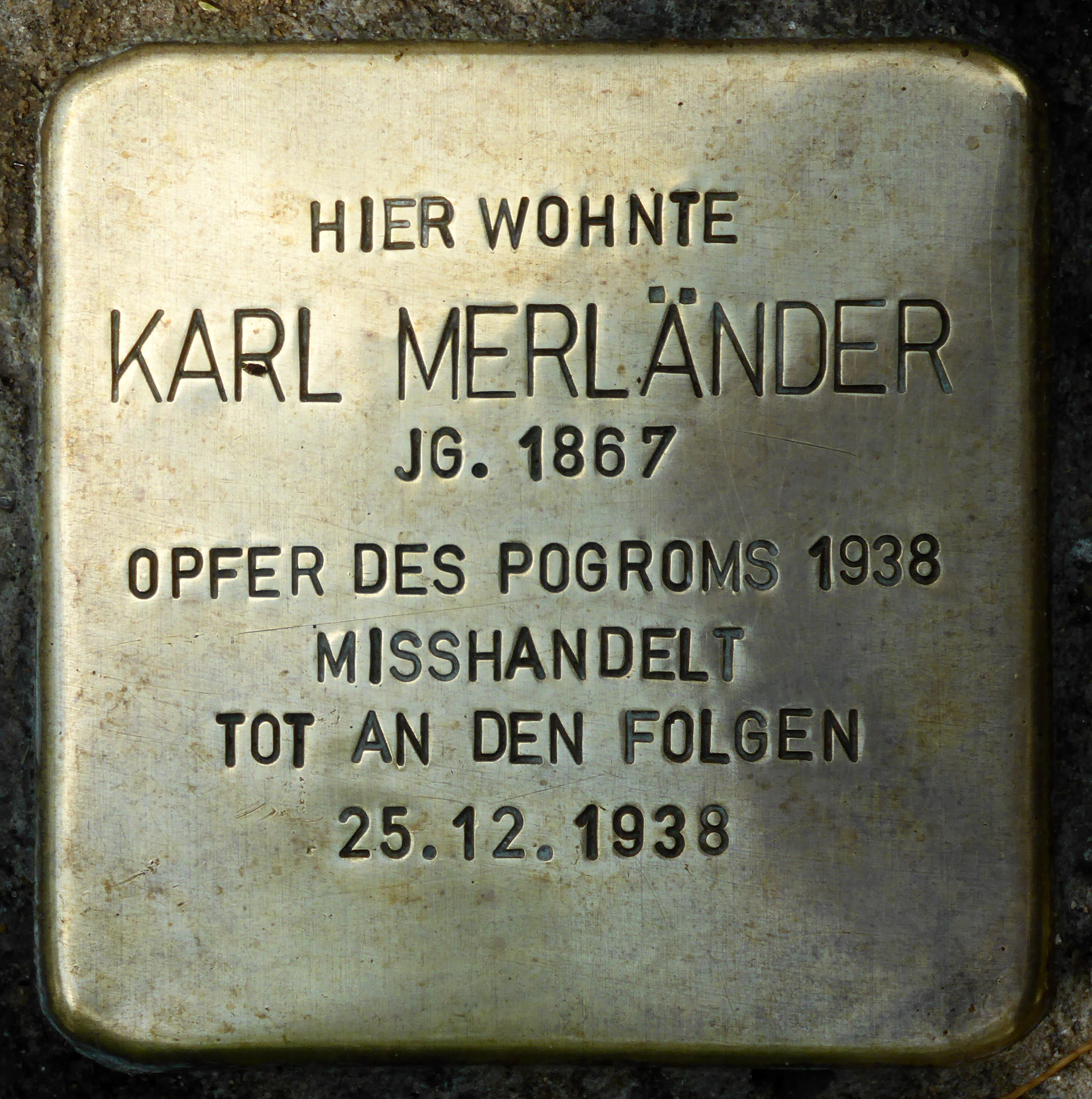
Stolperstein für Karl Merländer vor der Villa Merländer.

Der Krefelder Kaufmann Richard Merländer (1874–1942) ließ 1924/25 in Krefeld die Villa Merländer für sich und seine Familie durch den Architekten Friedrich Kühnen errichten.
Merländer war Jude; er wurde nach der Machtübernahme des NS-Regimes wie die meisten Juden in Deutschland verfolgt, drangsaliert und entrechtet. 1938 musste er seine Firma aufgeben; sein Vermögen wurde beschlagnahmt. Das NS-Regime erlegte allen Juden im Reich Steuern und Sonderabgaben auf, zum Beispiel nach dem Novemberpogrom 1938 die sogenannte Judenbuße (Näheres im Artikel Holocaust und hier). Dies zwang auch Merländer 1941 schließlich zum Verkauf seines Hauses, das er schon seit dem Novemberpogrom 1938 vermietete (siehe auch Arisierung). Doch auch über dieses Geld konnte er nicht frei verfügen. 1941 wurde er zum Umzug in ein „Judenhaus“ gezwungen; dort wohnte er sehr beengt. Im Juli 1942 wurde Merländer, mittlerweile 68 Jahre alt, in das KZ Theresienstadt deportiert und von dort aus im September 1942 weiter in das Vernichtungslager Treblinka. Er wurde kurz nach seiner Ankunft ermordet; ebenso 3000 weitere Menschen dieses Transportes.
Das Haus wurde nach Merländers Auszug 1938 als Pension genutzt; es wechselte bis 1967 mehrfach den Besitzer. Seit 1989 ist die Stadt Krefeld Mieter der Villa und hat dort eine Dokumentationsstelle eingerichtet, die sich mit der Zeit des Nationalsozialismus in Krefeld beschäftigt. 1992 wurde der Förderverein „Villa Merländer e. V.“ gegründet.
Aktuell befinden sich neben Ausstellungs- und Veranstaltungsräumen Büros sowie das Krefelder Kulturamt in den Räumlichkeiten der Villa. Eine neue Dauerausstellung wird zurzeit vorbereitet.

## Wandgemälde
Bei den Umbauarbeiten wurden in einem Raum die bis dahin verschollenen Wandgemälde des Künstlers Heinrich Campendonk wiederentdeckt, die man schon länger in der Villa vermutete, aber bis dahin nur von einem Foto bekannt waren. Die beiden Wandgemälde „Katzen“ und „Harlekin“ wurden 1925 auf den frischen, trockenen Putz der Wände des neu erbauten Hauses gemalt und haben die Jahrzehnte trotz einiger Beschädigungen beinahe unversehrt überstanden. Die Malereien befanden sich unter mehreren Schichten Farbe und waren von zahlreichen Renovierungen in Mitleidenschaft gezogen worden. Die Bilder sind bereits vom ursprünglichen Besitzer Richard Merländer vermutlich um 1930 überstrichen worden, da das Kartenzimmer zum Wohnzimmer für das Personal umfunktioniert wurde. Von den Nazis wurden Campendonks Werke als „entartete Kunst“ verfolgt. Einen Beleg, dass dies der Grund für das Überstreichen der Bilder in der Villa Merländer war, gibt es jedoch nicht.
In den Jahren 1997 und 1998 sind die beiden Wandgemälde vom Kölner Restaurator Horst Hahn (und mit Hilfe des damaligen Krefelder Denkmalpflegers Klaus Pauwelen) wieder freigelegt und der Öffentlichkeit zugänglich gemacht worden. Sie sind heute die einzigen erhaltenen Wandbilder des Expressionisten Campendonk. Die meisten Arbeiten Campendonks wurden zerstört oder gelten als verschollen. Die Bilder sind (Stand Mitte 2023) zu den Öffnungszeiten der NS-Dokumentationsstelle zu besichtigen.

## Besichtigung
Das Haus kann aktuell Mittwochs von 9–15 Uhr, Donnerstags von 14–17:30 Uhr und Sonntags von 14–17 Uhr besichtigt werden.